# Luigi Farci
Luigi Farci (ur. 20 marca 1939 w Cagliari, zm. 11 sierpnia 2023 tamże) – włoski hokeista na trawie, olimpijczyk.
Grał na pozycji lewego obrońcy. Wystąpił na Letnich Igrzyskach Olimpijskich 1960 we wszystkich pięciu spotkaniach, które Włosi rozegrali na tym turnieju (nie zdobył żadnego gola). Ostatecznie reprezentacja gospodarzy zakończyła turniej na 13. pozycji wśród 16 startujących zespołów.
Mistrz Włoch w latach 1953, 1956, 1958 i 1960. Członek Włoskiej Galerii Sław Hokeja na Trawie.